# Primera División de España 2008-09
La temporada 2008/09 de la Primera División de España de fútbol fue la 78.ª edición de este campeonato, que a partir de este año pasó a denominarse Liga BBVA, tras un acuerdo de patrocinio entre la LFP y esta entidad financiera. El torneo se disputó del 30 de agosto de 2008 al 31 de mayo de 2009, con un parón navideño entre el 21 de diciembre y el 4 de enero. 
El 16 de mayo, con la disputa de la 36.ª jornada, el Fútbol Club Barcelona se proclamó campeón, por decimonovena vez en su historia. Este título, junto con la Copa del Rey y la Liga de Campeones convirtió a los azulgrana en el primer equipo de España -y el quinto de Europa- en lograr el triplete. La consecución del título tuvo otro ingrediente especial: el Barcelona encarriló su camino a la victoria final al vencer por un abultado 2-6 al Real Madrid en el Santiago Bernabéu.

## Clubes participantes
Tomaron parte en la liga veinte equipos.

### Ascensos y descensos

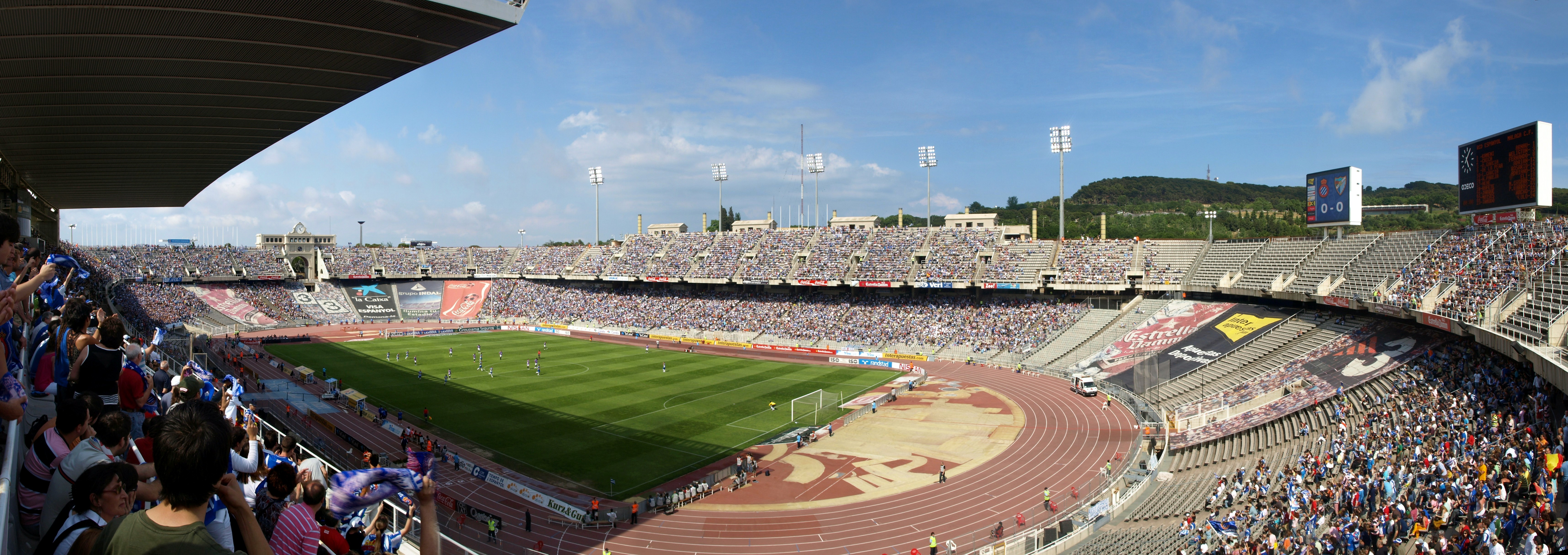
Estadio Olímpico Lluís Companys durante la disputa del encuentro RCD Espanyol - Málaga CF, correspondiente a la 38.ª jornada de la Liga 2008/09 y último partido oficial que el club blanquiazul disputó en calidad de local en el mismo antes de mudarse al Estadio Cornellá-El Prat.

| Pos. | Descendidos a 2.ª División |
| ---- | -------------------------- |
| 18.º | Real Zaragoza              |
| 19.º | Real Murcia C. F.          |
| 20.º | Levante U. D.              |

| Pos. | Ascendidos de 2.ª División |
| ---- | -------------------------- |
| 1.º  | C. D. Numancia de Soria    |
| 2.º  | Málaga C. F.               |
| 3.º  | Sporting de Gijón          |

| Equipo                           | Ciudad            | Estadio                 | Asistencia media | Marca                     | Patrocinador                       |
| -------------------------------- | ----------------- | ----------------------- | ---------------- | ------------------------- | ---------------------------------- |
| Unión Deportiva Almería          | Almería           | Juegos Mediterráneos    | 14 232           | UDA                       | Corredor de vida/isladelfraile.com |
| Athletic Club                    | Bilbao            | San Mamés               | 35 789           | 100% athletic             | Petronor                           |
| Club Atlético de Madrid          | Madrid            | Vicente Calderón        | 41 657           | Nike                      | Kia                                |
| Fútbol Club Barcelona            | Barcelona         | Camp Nou                | 74 433           | Nike                      | UNICEF                             |
| Real Betis Balompié              | Sevilla           | Ruiz de Lopera          | 36 578           | Kappa                     | Andalucía                          |
| Real Club Deportivo de La Coruña | La Coruña         | Riazor                  | 19 605           | Canterbury of New Zealand | Estrella Galicia                   |
| Real Club Deportivo Espanyol     | Barcelona         | Olímpico Lluís Companys | 23 496           | Uhlsport                  | interapuestas.com                  |
| Getafe Club de Fútbol            | Getafe            | Alfonso Pérez           | 11 578           | Joma                      | Galco                              |
| Málaga Club de Fútbol            | Málaga            | La Rosaleda             | 22 036           |                           |                                    |
| Real Club Deportivo Mallorca     | Palma de Mallorca | Ono Estadi              | 14 447           | Reial                     | Illes Balears/Viajes Iberia        |
| Club Deportivo Numancia          | Soria             | Nuevo Los Pajaritos     | 8 084            |                           |                                    |
| Club Atlético Osasuna            | Pamplona          | Reyno de Navarra        | 17 707           |                           |                                    |
| Real Racing Club de Santander    | Santander         | El Sardinero            | 18 342           |                           |                                    |
| Real Madrid Club de Fútbol       | Madrid            | Santiago Bernabéu       | 72 947           |                           |                                    |
| Real Club Recreativo de Huelva   | Huelva            | Nuevo Colombino         | 17 500           |                           |                                    |
| Sevilla Fútbol Club              | Sevilla           | Ramón Sánchez Pizjuán   | 38 842           |                           |                                    |
| Real Sporting de Gijón           | Gijón             | El Molinón              | 21 491           |                           |                                    |
| Valencia Club de Fútbol          | Valencia          | Mestalla                | 36 736           |                           |                                    |
| Real Valladolid Club de Fútbol   | Valladolid        | Nuevo José Zorrilla     | 16 944           |                           |                                    |
| Villarreal Club de Fútbol        | Villarreal        | El Madrigal             | 18 456           |                           |                                    |

## Crónica

### Pretemporada: Victoria de España en la Eurocopa y crisis económica
En el verano de 2008, el fútbol español vivía un estado de euforia con la victoria de la España en la Eurocopa, convirtiendo al país en campeón cuarenta y cuatro años después. El torneo encumbró a una generación de grandes jugadores, y al técnico Luis Aragonés. España realizó un fútbol genial y los componentes de la selección se convirtieron en las estrellas de sus equipos. La victoria cambió el campeonato, pues después de muchos años en los que los cracks de la Liga habían sido jugadores extranjeros (Mijatović, Rivaldo, Zidane, Ronaldinho…), los focos caerían sobre los jugadores nacionales.
Pero por otra parte, una crisis económica se cernía sobre el país, debido al final del ciclo alcista en el mercado inmobiliario. Este fenómeno afectaba especialmente al fútbol, pues varios empresarios de la construcción (Manuel Ruiz de Lopera, Fernando Roig, Vicente Grande, Juan Bautista Soler, y anteriormente otros como José Luis Núñez, Jesús Gil o Florentino Pérez) habían accedido al poder en diversos equipos de fútbol de la Liga. En julio de 2008 quebró la constructora Martinsa-Fadesa, patrocinadora del Deportivo de La Coruña.
Mientas en España el fútbol, y el deporte en general, vivía una época de éxitos, Inglaterra, en cambio, entró en una crisis de identidad. Había copado la final de la pasada Champions League, con el Manchester United ganando al Chelsea en los penaltis, pero el combinado del país que inventó el fútbol ni siquiera consiguió clasificarse para la Eurocopa. Las estrellas de los equipos finalistas eran de origen extranjero (Cristiano Ronaldo, Didier Drogba) y un joven español, Cesc Fábregas, había sido convertido en el jugador franquicia de un equipo histórico como el Arsenal. Estas circunstancias provocaron que, pese a haber triunfado en la temporada anterior, varios jugadores destacados se plantearan dejar el fútbol inglés. Fue el caso de Gerard Piqué, que regresó a Barcelona, y Cristiano Ronaldo también mostró interés por recalar en España.

### Campeonato
En julio de 2008, tras una temporada muy decepcionante, el F. C. Barcelona empezó la preparación para su próxima temporada contratando como técnico al exfutbolista Pep Guardiola, que había completado unas notables campañas en el Barça B. Intentando cambiar las tornas, fichó al brasileño Daniel Alves, por 29,5 millones. También el Barça se hizo con el uruguayo Martín Cáceres, con Aliaksandr Hleb y con el malí y ex del Sevilla, Seydou Keita. El técnico catalán desguazó el anterior ciclo anunciando que prescindía de Ronaldinho, Deco y Eto’o (aunque el camerunés le logró convencer para quedarse) y dio la camiseta con el número 10 a Lionel Messi, quien, encumbrado con el oro olímpico de Pekín, sería el buque insignia del nuevo proyecto.
El Real Madrid por su parte se hizo con los servicios de Lassana Diarra, y los holandeses Klaas-Jan Huntelaar y Rafael van der Vaart para seguir con los éxitos tras dos triunfos consecutivos en Liga e intentar obtener otros títulos, entre ellas la ansiada décima Copa de Europa. En las bajas, Robinho partió rumbo al Manchester City tras enemistarse con Bernd Schuster. El técnico alemán pidió unos refuerzos (especialmente el de David Villa)
La temporada se abrió con la Supercopa doméstica, ganada por el Real Madrid ante el Valencia, al que venció por global de 6-5.
El primer líder fue el Atlético de Madrid, y luego el Valencia, que se aupó a la cabeza mientras Madrid y Barcelona remontaban un inicio dubitativo. Tras varias victorias, el FC Barcelona se colocó líder tras su victoria en Málaga (1-4) en la jornada 9, de ahí no se vería desplazado gracias a sus contundentes victorias, siendo el Villarreal Club de Fútbol, el Valencia Club de Fútbol y el Real Madrid sus principales perseguidores. 
Los madrileños se quedaron varias jornadas en la cuarta plaza, tras algunas derrotas, y algunas semanas después los blancos se vieron superados en el Clásico (2-0), quedando sextos en la tabla, todo esto tras haber cambiado de entrenador, habiendo cesado al alemán Bernd Schuster, y contratado al extécnico del Sevilla Juande Ramos. 
Por su parte, el F. C. Barcelona, seguía exhibiéndose, mientras lograba distancia en la tabla. El Madrid lograba la segunda posición en la jornada 17 tras golear al RCD Mallorca (0-3), puesto en el que se quedaría toda la temporada.
El FC Barcelona se proclamó campeón de invierno tras finalizar la primera vuelta con doce puntos más que el Real Madrid y el Sevilla F. C.. A más puntos aún quedaban Valencia, Villarreal y Atlético de Madrid. Por el contrario, Osasuna —que no conoció la victoria hasta la jornada trece—, RCD Mallorca y RCD Espanyol ocupaban los puestos de descenso.
El F. C. Barcelona no dio muestras de flaqueza en la segunda vuelta, aunque es verdad que se dejó algunos puntos, como la derrota en el Calderón (4-3), acercándosele peligrosamente el Madrid, que encauzó varias victorias consecutivas. Al término de la jornada 33, el Madrid se colocó a 4 puntos tras golear en Sevilla (2-4), pero en el Clásico, donde podía colocarse a un punto, los catalanes tomaron el estadio blanco venciendo con contundencia y buen juego por 2-6. 
El F. C. Barcelona también consiguió plaza en la final de Copa del Rey frente al Athletic. En Europa, golearon al Lyon (5-2) o al Bayern de Múnich (4-0) y tras una controvertida eliminatoria contra el Chelsea, llegaron a la final ante el Manchester United, al que vencería a la postre por 2-0 en la final en Roma.
Por su parte, los blancos, que habían sido eliminados en todos los torneos, en Champions ante el Liverpool (5-0 en el global) y en Copa ante el Real Unión de Irún, se enfrentaron a una crisis institucional y deportiva tras esta goleada, encadenando sólo derrotas hasta el final. El Barça se hizo con la Liga dos jornadas después, tras la derrota del Madrid ante el Villarreal (3-2) y pese a perder ante el Mallorca por 2-1.

### Plazas por Europa
Detrás de un Real Madrid segundo quedó el Sevilla, entrando en la Champions gracias a su tercer puesto, y varias victorias de oficio, como el 0-2 en El Madrigal o la victoria ante el Athletic (1-2). Cuarto fue el Atlético, que remontó el mal inicio y en UEFA quedaron Villarreal, tras una buena temporada, y el Valencia C. F., que esperaba conseguir algo más, con un David Villa que se quedó a 4 goles del Pichichi, conseguido por el uruguayo Diego Forlán.
Sorprendente y positiva fue la temporada del Málaga C. F. (recién ascendido) y Deportivo de la Coruña, que estuvieron cerca de conseguir plaza para Europa.
El pasaporte de la Copa del Rey fue para el Athletic de Joaquín Caparrós, que había llegado a la final en Mestalla, frente al Barça, con el que cayó por 1-4, pese a adelantarse en el marcador.

### Descenso
El descenso sufrió idas y venidas toda la temporada, con un RCD Espanyol que remontó el vuelo con varias victorias seguidas, incluida una en el Camp Nou (1-2). 
La jornada final fue de infarto, sólo había una plaza para 5 equipos, las otras dos plazas ya estaban ocupadas por CD Numancia y Recreativo de Huelva, (el cual logró solamente 1 victoria y 1 empate en las últimas 13 jornadas) que sorprendió negativamente a todos, tras unas buenas campañas anteriormente. El damnificado final fue el Real Betis, que no había coqueteado casi con el descenso y que empató en casa ante el Valladolid (1-1), que también se jugaba seguir en Primera. El Sporting, que venció 2-1 al Recreativo de Huelva, Osasuna, que venció al Madrid por 2-1 en Pamplona, y el Getafe, que empató 1-1 en Santander se salvaron.

## Sistema de competición
La Primera División de España 2008/09 fue organizada por la Liga Nacional de Fútbol Profesional (LFP).
Como en temporadas precedentes, la Primera División 2008/09 constó de un grupo único integrado por veinte clubes de toda la geografía española. Siguiendo un sistema de liga, los veinte equipos se enfrentaron todos contra todos en dos ocasiones -una en campo propio y otra en campo contrario- sumando un total de 38 jornadas. El orden de los encuentros se decidió por sorteo antes de empezar la competición.
La clasificación final se estableció con arreglo a los puntos obtenidos en cada enfrentamiento, a razón de tres por partido ganado, uno por empatado y ninguno en caso de derrota. Si al finalizar el campeonato dos equipos igualan a puntos, los mecanismos para desempatar la clasificación son los siguientes:
1. El que tenga una mayor diferencia entre goles a favor y en contra en los enfrentamientos entre ambos.
2. Si persiste el empate, se tiene en cuenta la diferencia de goles a favor y en contra en todos los encuentros del campeonato.

Si el empate a puntos es entre tres o más clubes, los sucesivos mecanismos de desempate son los siguientes: 
1. La mejor puntuación de la que a cada uno corresponda a tenor de los resultados de los partidos jugados entre sí por los clubes implicados.
2. La mayor diferencia de goles a favor y en contra, considerando únicamente los partidos jugados entre sí por los clubes implicados.
3. La mayor diferencia de goles a favor y en contra teniendo en cuenta todos los encuentros del campeonato.
4. El mayor número de goles a favor teniendo en cuenta todos los encuentros del campeonato.
5. El club mejor clasificado con arreglo a los baremos de fair play.

### Efectos de la clasificación
El equipo que más puntos sume al final del campeonato será proclamado campeón de liga y obtendrá el derecho automático a participar en la fase de grupos de la siguiente edición de la Liga de Campeones de la UEFA, junto con el subcampeón y el tercer clasificado, que a partir de esta temporada obtiene el acceso directo, sin disputar una fase previa como en años anteriores. Por su parte, el cuarto clasificado sigue obligado a disputar la ronda previa para acceder a la fase de grupos de la Champions League. 
El quinto y el sexto clasificado obtienen derecho a participar en la próxima UEFA Europa League, nueva denominación de la Copa de UEFA a partir de la temporada 2009/10. 
Los tres últimos equipos descenderán a la Segunda División. De esta ascenderán recíprocamente los tres primeros clasificados, para reemplazar a los equipos que desciendan.

### Inscripción de futbolistas
Los clubes pueden alinear a los futbolistas que previamente hayan sido inscritos, disponiendo de un máximo de 25 fichas federativas. De estas, solo tres pueden corresponder a futbolistas extranjeros no comunitarios, es decir, jugadores cuya nacionalidad no corresponda a los países de la Unión Europea. En los partidos, estos tres "extracomunitarios" pueden alinearse simultáneamente.
Existen dos períodos abiertos para la inscripción de futbolistas: el primero, antes de iniciarse la competición (meses de julio y agosto) y el segundo a mitad de temporada (durante el mes de enero). Fuera de estos períodos sólo se autorizan inscripciones, de forma excepcional, si un jugador causa baja por lesión con un período de inactividad estimado de más de cinco meses.
Al margen de los 25 futbolistas profesionales inscritos, los clubes pueden alinear a los jugadores de su filial y categorías inferiores de forma ilimitada si estos son menores de veintitrés años y no tienen licencia profesional. Si, por el contrario, son mayores de veintitrés años, el reglamento les impide volver a actuar en un equipo de categoría inferior si disputan más de diez partidos en Primera División.

### Justicia deportiva
Las cuestiones de justicia deportiva son competencia de la Real Federación Española de Fútbol a través de sus Comités de Disciplina Deportiva: Comité de Competición, Jueces de Competición y Comité de Apelación. El Comité de Competición dictamina semanalmente las sanciones a los futbolistas. Los jugadores son sancionados con un partido de suspensión en caso de acumular cinco amonestaciones a lo largo del campeonato. Igualmente, son suspendidos aquellos futbolistas expulsados durante un encuentro.
Los árbitros de cada partido son designados por una comisión creada para tal objetivo e integrada por representantes de LaLiga y la RFEF.

## Clasificación

### Clasificación final
| Pos. | Equipo                   | Pts. | PJ | G  | E  | P  | GF  | GC | Dif. | Clasificación o descenso               |
| ---- | ------------------------ | ---- | -- | -- | -- | -- | --- | -- | ---- | -------------------------------------- |
| 1    | Barcelona (C)            | 87   | 38 | 27 | 6  | 5  | 105 | 35 | +70  | Fase de grupos de la Liga de Campeones |
| 2    | Real Madrid              | 78   | 38 | 25 | 3  | 10 | 83  | 52 | +31  | Fase de grupos de la Liga de Campeones |
| 3    | Sevilla                  | 70   | 38 | 21 | 7  | 10 | 54  | 39 | +15  | Fase de grupos de la Liga de Campeones |
| 4    | Atlético de Madrid       | 67   | 38 | 20 | 7  | 11 | 80  | 57 | +23  | Play-offs de la Liga de Campeones      |
| 5    | Villarreal               | 65   | 38 | 18 | 11 | 9  | 61  | 54 | +7   | Play-offs de la Liga Europa            |
| 6    | Valencia                 | 62   | 38 | 18 | 8  | 12 | 68  | 54 | +14  | Play-offs de la Liga Europa            |
| 7    | Deportivo La Coruña      | 58   | 38 | 16 | 10 | 12 | 48  | 47 | +1   |                                        |
| 8    | Málaga                   | 55   | 38 | 15 | 10 | 13 | 55  | 59 | −4   |                                        |
| 9    | Mallorca                 | 51   | 38 | 14 | 9  | 15 | 53  | 60 | −7   |                                        |
| 10   | Espanyol                 | 47   | 38 | 12 | 11 | 15 | 46  | 49 | −3   |                                        |
| 11   | Almería                  | 46   | 38 | 13 | 7  | 18 | 45  | 61 | −16  |                                        |
| 12   | Racing de Santander      | 46   | 38 | 12 | 10 | 16 | 49  | 48 | +1   |                                        |
| 13   | Athletic Club            | 44   | 38 | 12 | 8  | 18 | 47  | 62 | −15  | Tercera ronda previa de la Liga Europa |
| 14   | Sporting de Gijón        | 43   | 38 | 14 | 1  | 23 | 47  | 79 | −32  |                                        |
| 15   | Osasuna                  | 43   | 38 | 10 | 13 | 15 | 41  | 47 | −6   |                                        |
| 16   | Real Valladolid          | 43   | 38 | 12 | 7  | 19 | 46  | 58 | −12  |                                        |
| 17   | Getafe                   | 42   | 38 | 10 | 12 | 16 | 50  | 56 | −6   |                                        |
| 18   | Real Betis (D)           | 42   | 38 | 10 | 12 | 16 | 51  | 58 | −7   | Descenso de categoría                  |
| 19   | Numancia (D)             | 35   | 38 | 10 | 5  | 23 | 38  | 69 | −31  | Descenso de categoría                  |
| 20   | Recreativo de Huelva (D) | 33   | 38 | 8  | 9  | 21 | 34  | 57 | −23  | Descenso de categoría                  |

 Fuente: BDFutbol
Notas:
1. ↑  Athletic Club se clasificó para la tercera ronda previa de la Liga Europa de la UEFA 2009-10, ya que el campeón de la Copa del Rey 2008-09 (Barcelona) se clasificó a la fase de grupos de la Liga de Campeones mediante el torneo de liga, por lo que el lugar que otorga dicho torneo, pasó al subcampeón del torneo.

|                         |
|                         |
| Campeón F. C. Barcelona |
| 19.º título             |

Notas:
| Equipo / Jornada | 1  | 2  | 3  | 4  | 5  | 6  | 7  | 8  | 9  | 10 | 11 | 12 | 13 | 14 | 15 | 16 | 17 | 18 | 19 | 20 | 21 | 22 | 23 | 24 | 25 | 26 | 27 | 28 | 29 | 30 | 31 | 32 | 33 | 34 | 35 | 36 | 37 | 38 |
| Equipo / Jornada |    |    |    |    |    |    |    |    |    |    |    |    |    |    |    |    |    |    |    |    |    |    |    |    |    |    |    |    |    |    |    |    |    |    |    |    |    |    |
| ---------------- | -- | -- | -- | -- | -- | -- | -- | -- | -- | -- | -- | -- | -- | -- | -- | -- | -- | -- | -- | -- | -- | -- | -- | -- | -- | -- | -- | -- | -- | -- | -- | -- | -- | -- | -- | -- | -- | -- |
| Barcelona        | 15 | 15 | 9  | 6  | 5  | 4  | 4  | 2  | 1  | 1  | 1  | 1  | 1  | 1  | 1  | 1  | 1  | 1  | 1  | 1  | 1  | 1  | 1  | 1  | 1  | 1  | 1  | 1  | 1  | 1  | 1  | 1  | 1  | 1  | 1  | 1  | 1  | 1  |
| R. Madrid        | 13 | 8  | 6  | 3  | 3  | 5  | 5  | 3  | 3  | 4  | 4  | 2  | 4  | 5  | 6  | 5  | 3  | 2  | 2  | 2  | 2  | 2  | 2  | 2  | 2  | 2  | 2  | 2  | 2  | 2  | 2  | 2  | 2  | 2  | 2  | 2  | 2  | 2  |
| Sevilla          | 10 | 4  | 7  | 5  | 4  | 3  | 2  | 5  | 5  | 5  | 5  | 5  | 5  | 4  | 3  | 2  | 4  | 3  | 3  | 3  | 3  | 3  | 3  | 3  | 3  | 3  | 3  | 3  | 3  | 3  | 3  | 3  | 3  | 3  | 3  | 3  | 3  | 3  |
| At. Madrid       | 1  | 7  | 5  | 4  | 7  | 7  | 8  | 10 | 6  | 7  | 6  | 6  | 6  | 6  | 5  | 3  | 5  | 5  | 6  | 6  | 7  | 6  | 6  | 7  | 5  | 7  | 5  | 5  | 6  | 6  | 5  | 7  | 6  | 5  | 5  | 4  | 4  | 4  |
| Villarreal       | 9  | 6  | 3  | 2  | 2  | 2  | 3  | 4  | 2  | 2  | 2  | 3  | 2  | 2  | 4  | 6  | 7  | 6  | 5  | 5  | 5  | 5  | 5  | 4  | 4  | 4  | 4  | 4  | 4  | 5  | 6  | 5  | 5  | 6  | 7  | 6  | 5  | 5  |
| Valencia         | 2  | 2  | 1  | 1  | 1  | 1  | 1  | 1  | 4  | 3  | 3  | 4  | 3  | 3  | 2  | 4  | 2  | 4  | 4  | 4  | 4  | 4  | 4  | 5  | 6  | 8  | 8  | 6  | 5  | 4  | 4  | 4  | 4  | 4  | 4  | 5  | 6  | 6  |
| Deportivo        | 4  | 10 | 11 | 12 | 13 | 10 | 11 | 12 | 9  | 6  | 7  | 7  | 7  | 7  | 7  | 7  | 6  | 7  | 8  | 8  | 6  | 8  | 8  | 8  | 8  | 6  | 7  | 7  | 8  | 8  | 8  | 8  | 8  | 7  | 6  | 7  | 7  | 7  |
| Málaga           | 20 | 19 | 19 | 19 | 17 | 12 | 7  | 6  | 8  | 9  | 11 | 11 | 9  | 11 | 10 | 9  | 8  | 8  | 7  | 7  | 8  | 7  | 7  | 6  | 7  | 5  | 6  | 8  | 7  | 7  | 7  | 6  | 7  | 8  | 8  | 8  | 8  | 8  |
| Mallorca         | 19 | 18 | 18 | 13 | 9  | 11 | 12 | 8  | 13 | 11 | 15 | 15 | 15 | 17 | 18 | 17 | 19 | 19 | 19 | 18 | 20 | 20 | 18 | 18 | 16 | 17 | 16 | 12 | 15 | 12 | 12 | 10 | 9  | 9  | 10 | 9  | 9  | 9  |
| Espanyol         | 6  | 1  | 4  | 8  | 10 | 9  | 10 | 11 | 10 | 12 | 16 | 16 | 17 | 18 | 17 | 18 | 18 | 18 | 18 | 19 | 19 | 19 | 20 | 19 | 19 | 20 | 20 | 20 | 20 | 20 | 19 | 18 | 16 | 14 | 14 | 14 | 12 | 10 |
| Almería          | 3  | 3  | 2  | 7  | 6  | 6  | 6  | 9  | 11 | 13 | 8  | 12 | 14 | 14 | 15 | 16 | 14 | 14 | 15 | 13 | 14 | 15 | 13 | 13 | 10 | 10 | 12 | 13 | 11 | 16 | 11 | 14 | 11 | 10 | 9  | 10 | 10 | 11 |
| Racing           | 11 | 14 | 17 | 18 | 19 | 14 | 14 | 17 | 15 | 10 | 14 | 10 | 13 | 13 | 13 | 14 | 11 | 12 | 10 | 9  | 10 | 11 | 11 | 11 | 12 | 12 | 10 | 10 | 10 | 10 | 13 | 11 | 13 | 13 | 13 | 12 | 11 | 12 |
| Athletic         | 18 | 17 | 10 | 10 | 12 | 15 | 17 | 19 | 19 | 19 | 18 | 18 | 16 | 16 | 14 | 12 | 13 | 11 | 9  | 10 | 9  | 10 | 9  | 9  | 11 | 11 | 13 | 15 | 12 | 15 | 16 | 13 | 11 | 11 | 11 | 11 | 13 | 13 |
| Sporting         | 14 | 20 | 20 | 20 | 20 | 19 | 15 | 13 | 12 | 14 | 9  | 13 | 10 | 12 | 12 | 11 | 12 | 9  | 11 | 14 | 12 | 12 | 14 | 14 | 17 | 13 | 11 | 11 | 13 | 17 | 17 | 17 | 18 | 18 | 18 | 17 | 17 | 14 |
| Osasuna          | 12 | 13 | 15 | 15 | 14 | 16 | 19 | 20 | 20 | 20 | 20 | 19 | 19 | 20 | 20 | 20 | 20 | 20 | 20 | 20 | 18 | 17 | 17 | 17 | 18 | 18 | 18 | 18 | 14 | 11 | 14 | 15 | 15 | 16 | 17 | 18 | 18 | 15 |
| Valladolid       | 17 | 11 | 13 | 9  | 11 | 13 | 13 | 15 | 14 | 16 | 13 | 9  | 8  | 8  | 8  | 8  | 9  | 10 | 12 | 12 | 11 | 9  | 10 | 10 | 9  | 9  | 9  | 9  | 9  | 9  | 9  | 9  | 10 | 12 | 12 | 13 | 14 | 16 |
| Getafe           | 5  | 5  | 8  | 11 | 8  | 8  | 9  | 7  | 7  | 8  | 12 | 14 | 12 | 10 | 9  | 10 | 10 | 13 | 14 | 11 | 13 | 13 | 12 | 12 | 14 | 15 | 17 | 14 | 17 | 14 | 15 | 16 | 17 | 17 | 15 | 16 | 15 | 17 |
| Betis            | 16 | 16 | 16 | 17 | 18 | 20 | 16 | 14 | 16 | 15 | 10 | 8  | 11 | 9  | 11 | 13 | 15 | 16 | 13 | 16 | 16 | 14 | 15 | 16 | 15 | 16 | 15 | 17 | 16 | 13 | 10 | 12 | 14 | 15 | 16 | 15 | 16 | 18 |
| Numancia         | 8  | 9  | 12 | 16 | 15 | 17 | 20 | 16 | 17 | 18 | 17 | 17 | 18 | 15 | 16 | 15 | 16 | 15 | 17 | 17 | 17 | 18 | 19 | 20 | 20 | 19 | 19 | 19 | 19 | 19 | 20 | 20 | 20 | 20 | 20 | 19 | 19 | 19 |
| Recreativo       | 7  | 12 | 14 | 14 | 16 | 18 | 18 | 18 | 18 | 17 | 19 | 20 | 20 | 19 | 19 | 19 | 17 | 17 | 16 | 15 | 15 | 16 | 16 | 15 | 13 | 14 | 14 | 16 | 18 | 18 | 18 | 19 | 19 | 19 | 19 | 20 | 20 | 20 |

## Cuadro de resultados
| Local \ Visitante          | ALM | ATH | ATM | BAR | BET | DEP | ESP | GET | MAL | MLL | NUM | OSA | RAC | RMA | REC | SEV | SPO | VAL | VIL | VLD |
| -------------------------- | --- | --- | --- | --- | --- | --- | --- | --- | --- | --- | --- | --- | --- | --- | --- | --- | --- | --- | --- | --- |
| U. D. Almería              | —   | 2–1 | 1–1 | 0–2 | 1–0 | 0–1 | 0–3 | 2–1 | 1–0 | 2–1 | 2–1 | 2–1 | 1–1 | 1–1 | 1–0 | 0–1 | 3–1 | 2–2 | 3–0 | 3–2 |
| Athletic Club              | 1–3 | —   | 1–4 | 0–1 | 1–0 | 0–1 | 1–1 | 0–1 | 3–2 | 2–1 | 2–0 | 2–0 | 2–1 | 2–5 | 1–1 | 1–2 | 3–0 | 3–2 | 1–4 | 2–0 |
| Atlético de Madrid         | 3–0 | 2–3 | —   | 4–3 | 2–0 | 4–1 | 3–2 | 1–1 | 4–0 | 2–0 | 3–0 | 2–4 | 4–1 | 1–2 | 4–0 | 0–1 | 3–1 | 1–0 | 3–2 | 1–2 |
| F. C. Barcelona            | 5–0 | 2–0 | 6–1 | —   | 3–2 | 5–0 | 1–2 | 1–1 | 6–0 | 3–1 | 4–1 | 0–1 | 1–1 | 2–0 | 2–0 | 4–0 | 6–1 | 4–0 | 3–3 | 6–0 |
| Real Betis                 | 2–0 | 0–1 | 0–2 | 2–2 | —   | 0–3 | 1–1 | 2–2 | 1–2 | 3–0 | 3–3 | 0–0 | 3–1 | 1–2 | 0–1 | 0–0 | 2–0 | 1–2 | 2–2 | 1–1 |
| R. C. Deportivo La Coruña  | 2–0 | 3–1 | 1–2 | 1–1 | 1–1 | —   | 1–0 | 1–1 | 2–0 | 0–0 | 1–0 | 0–0 | 5–3 | 2–1 | 4–1 | 1–3 | 0–3 | 1–1 | 3–0 | 1–0 |
| R. C. D. Espanyol          | 2–2 | 1–0 | 2–3 | 1–2 | 2–0 | 3–1 | —   | 1–1 | 3–0 | 3–3 | 3–4 | 1–0 | 1–0 | 0–2 | 1–1 | 0–2 | 0–1 | 3–0 | 0–0 | 1–0 |
| Getafe C. F.               | 2–2 | 1–1 | 1–2 | 0–1 | 0–0 | 1–2 | 1–1 | —   | 1–2 | 4–1 | 1–0 | 3–0 | 0–1 | 3–1 | 2–1 | 0–2 | 5–1 | 0–3 | 1–2 | 1–0 |
| Málaga C. F.               | 3–2 | 0–0 | 1–1 | 1–4 | 1–1 | 1–1 | 4–0 | 2–1 | —   | 1–1 | 2–0 | 4–2 | 1–0 | 0–1 | 0–2 | 2–2 | 1–0 | 0–2 | 2–2 | 2–1 |
| R. C. D. Mallorca          | 2–0 | 3–3 | 2–0 | 2–1 | 3–3 | 1–1 | 3–0 | 2–1 | 2–2 | —   | 2–0 | 1–1 | 1–0 | 0–3 | 2–3 | 0–0 | 0–2 | 3–1 | 2–3 | 2–0 |
| C. D. Numancia             | 2–1 | 1–2 | 1–1 | 1–0 | 2–4 | 0–1 | 0–0 | 2–0 | 2–0 | 0–1 | —   | 0–0 | 2–1 | 0–2 | 1–0 | 0–2 | 2–1 | 2–1 | 1–2 | 4–3 |
| C. A. Osasuna              | 3–1 | 2–1 | 0–0 | 2–3 | 0–2 | 0–0 | 1–0 | 5–2 | 2–3 | 1–0 | 2–0 | —   | 0–1 | 2–1 | 1–2 | 0–0 | 1–2 | 1–0 | 1–1 | 3–3 |
| Racing de Santander        | 0–2 | 1–1 | 5–1 | 1–2 | 2–3 | 0–0 | 3–0 | 1–1 | 1–1 | 1–2 | 5–0 | 1–1 | —   | 0–2 | 1–1 | 1–1 | 1–0 | 0–1 | 1–1 | 3–2 |
| Real Madrid C. F.          | 3–0 | 3–2 | 1–1 | 2–6 | 6–1 | 1–0 | 2–2 | 3–2 | 4–3 | 1–3 | 4–3 | 3–1 | 1–0 | —   | 1–0 | 3–4 | 7–1 | 1–0 | 1–0 | 2–0 |
| R. C. Recreativo de Huelva | 1–1 | 1–1 | 0–3 | 0–2 | 1–0 | 1–2 | 0–1 | 1–1 | 0–4 | 2–4 | 3–1 | 1–0 | 0–1 | 0–1 | —   | 0–1 | 2–0 | 1–1 | 1–2 | 2–3 |
| Sevilla F. C.              | 2–1 | 4–0 | 1–0 | 0–3 | 1–2 | 1–0 | 2–0 | 0–1 | 0–1 | 3–1 | 1–0 | 1–1 | 0–2 | 2–4 | 1–0 | —   | 4–3 | 0–0 | 1–0 | 4–1 |
| Sporting de Gijón          | 1–0 | 1–1 | 2–5 | 1–6 | 1–2 | 3–2 | 0–3 | 1–2 | 2–1 | 0–1 | 3–1 | 2–1 | 0–2 | 0–4 | 2–1 | 1–0 | —   | 2–3 | 0–1 | 2–1 |
| Valencia C. F.             | 3–2 | 2–0 | 3–1 | 2–2 | 3–2 | 4–2 | 2–1 | 4–1 | 1–1 | 3–0 | 4–0 | 1–0 | 2–4 | 3–0 | 1–1 | 3–1 | 2–3 | —   | 3–3 | 1–2 |
| Villarreal C. F.           | 2–1 | 2–0 | 4–4 | 1–2 | 2–1 | 1–0 | 1–0 | 3–3 | 0–2 | 2–0 | 2–1 | 1–1 | 2–0 | 3–2 | 2–1 | 0–2 | 2–1 | 3–1 | —   | 0–3 |
| Real Valladolid            | 2–0 | 2–1 | 2–1 | 0–1 | 1–3 | 3–0 | 1–1 | 1–0 | 1–3 | 3–0 | 0–0 | 0–0 | 0–1 | 1–0 | 1–1 | 3–2 | 1–2 | 0–1 | 0–0 | —   |

## Trofeo Pichichi
Diego Forlán logró por segunda vez en su carrera el trofeo del Diario Marca al máximo goleador de la Primera División, así como la Bota de Oro como mejor goleador de las ligas europeas.

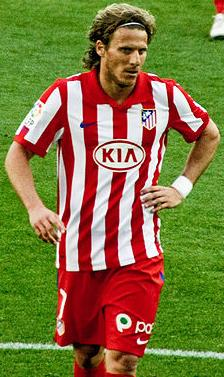
Forlán anotó doce goles en las últimas ocho jornadas

| Pos. | Jugador          | Equipo             | Goles | Partidos | Penal. |
| ---- | ---------------- | ------------------ | ----- | -------- | ------ |
| 1º   | Diego Forlán     | Atlético de Madrid | 32    | 33       | 5      |
| 2º   | Samuel Eto'o     | Barcelona          | 30    | 36       | 2      |
| 3º   | David Villa      | Valencia           | 28    | 33       | 8      |
| 4º   | Lionel Messi     | Barcelona          | 23    | 31       | 3      |
| 5º   | Gonzalo Higuaín  | Real Madrid        | 22    | 34       | 3      |
| 6º   | Thierry Henry    | Barcelona          | 19    | 30       | 0      |
|      | Álvaro Negredo   | Almería            | 19    | 34       | 4      |
| 8º   | Raúl González    | Real Madrid        | 18    | 37       | 0      |
|      | Frédéric Kanouté | Sevilla            | 18    | 34       | 4      |
| 10º  | Sergio Agüero    | Atlético de Madrid | 17    | 37       | 0      |

### Trofeo Zarra
David Villa logró por tercera vez en cuatro años el trofeo del Diario Marca al mayor goleador español del campeonato.
| Pos. | Jugador        | Equipo      | Goles |
| ---- | -------------- | ----------- | ----- |
| 1º   | David Villa    | Valencia    | 28    |
| 2º   | Álvaro Negredo | Almería     | 19    |
| 3º   | Raúl González  | Real Madrid | 18    |

## Otros premios

### Trofeo Zamora
Además de ser el equipo más goleador, el F. C. Barcelona fue también el menos goleado del torneo. Su guardameta, Víctor Valdés, se erigió como Zamora por segunda vez en su carrera. Para optar al premio fue necesario disputar 60 minutos en, como mínimo, 28 partidos.

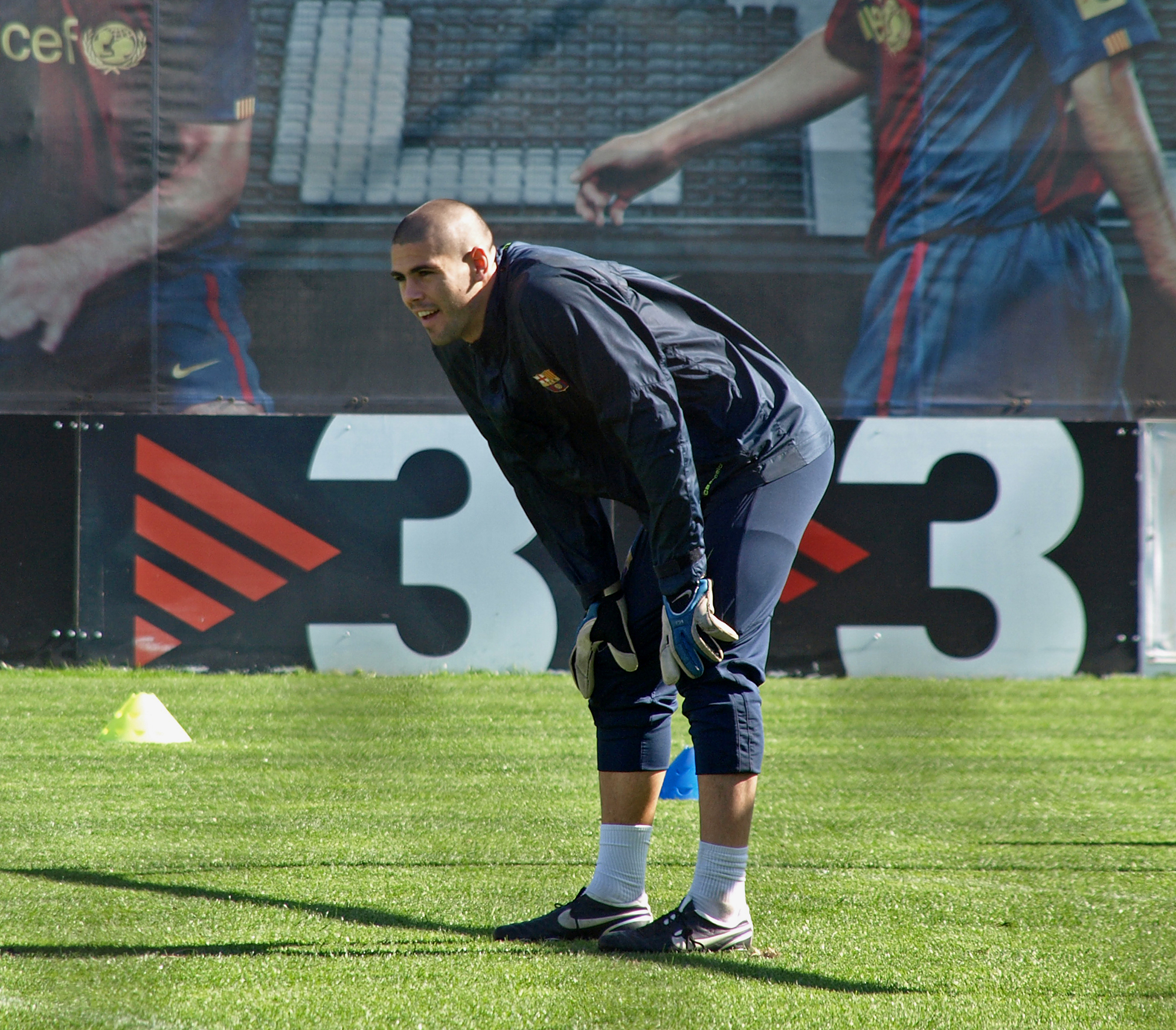
Valdés repitió como Zamora cuatro años después.

| Pos. | Jugador          | Equipo                 | Goles | Partidos | Promedio |
| ---- | ---------------- | ---------------------- | ----- | -------- | -------- |
| 1º   | Víctor Valdés    | Barcelona              | 31    | 35       | 0,89     |
| 2º   | Andrés Palop     | Sevilla                | 35    | 35       | 1,00     |
| 3º   | Daniel Aranzubía | Deportivo de La Coruña | 45    | 37       | 1,22     |
| 4º   | Toño Martínez    | Racing de Santander    | 41    | 33       | 1,24     |
| 5º   | Carlos Kameni    | Espanyol               | 47    | 37       | 1,27     |
| 6º   | Iker Casillas    | Real Madrid            | 52    | 38       | 1,37     |
| 7º   | Diego López      | Villarreal             | 54    | 38       | 1,42     |
| 8º   | Leo Franco       | Atlético de Madrid     | 48    | 32       | 1,50     |
|      | Asier Riesgo     | Recreativo de Huelva   | 57    | 38       | 1,50     |
| 10º  | Gorka Iraizoz    | Athletic Bilbao        | 59    | 35       | 1,69     |

1. ↑  Partidos en los que el guardamenta disputó, como mínimo, 60 minutos.

### Trofeo Miguel Muñoz
En su debut como técnico en Primera División, Pep Guardiola se proclamó campeón de liga y obtuvo el premio del Diario Marca al mejor entrenador, batiendo el récord de puntos del trofeo.

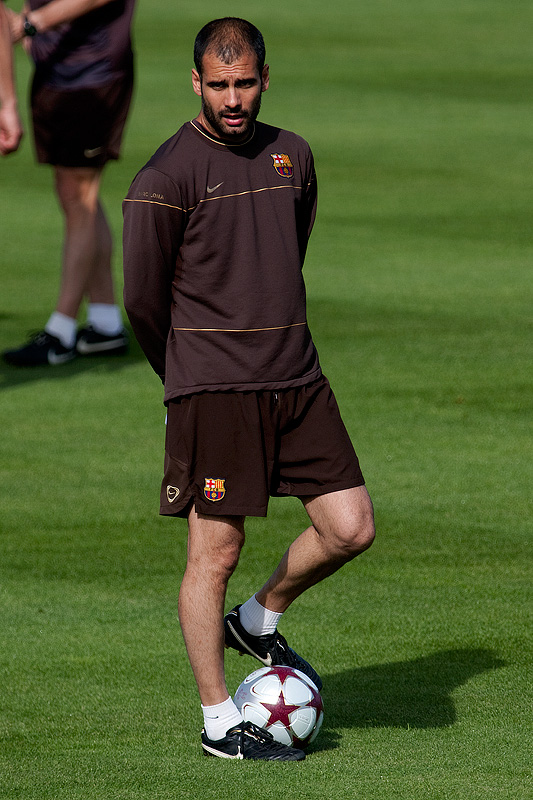
El debutante Guardiola condujo al F. C. Barcelona al triplete.

| Pos. | Entrenador        | Equipo            | Puntos |
| ---- | ----------------- | ----------------- | ------ |
| 1º   | Josep Guardiola   | Barcelona         | 77     |
| 2º   | Unai Emery        | Valencia          | 58     |
| 3º   | Antonio Tapia     | Málaga            | 57     |
| 4º   | Manuel Pellegrini | Villarreal        | 55     |
| =    | Manuel Preciado   | Sporting de Gijón | 55     |

### Trofeo Guruceta
Por segunda temporada consecutiva, Carlos Megía Dávila ganó el trofeo entregado por Marca al mejor árbitro del torneo.
| Pos. | Árbitro (colegio)        | Puntos | Partidos | Coeficiente |
| ---- | ------------------------ | ------ | -------- | ----------- |
| 1º   | Carlos Megía Dávila      | 21     | 12       | 1,75        |
| 2º   | Manuel Mejuto González   | 24     | 17       | 1,41        |
| 3º   | Alberto Undiano Mallenco | 25     | 20       | 1,25        |

### Trofeo Alfredo Di Stéfano
El delantero del F. C. Barcelona, Lionel Messi resultó ganador del premio del Diario Marca al mejor jugador de la Primera División la temporada 2008/09. Una votación abierta durante toda la temporada en la web del periódico sirvió para elegir a los finalistas del trofeo, cuyo ganador fue elegido entre estos por un jurado de catorce expertos, presidido por Alfredo Di Stéfano.

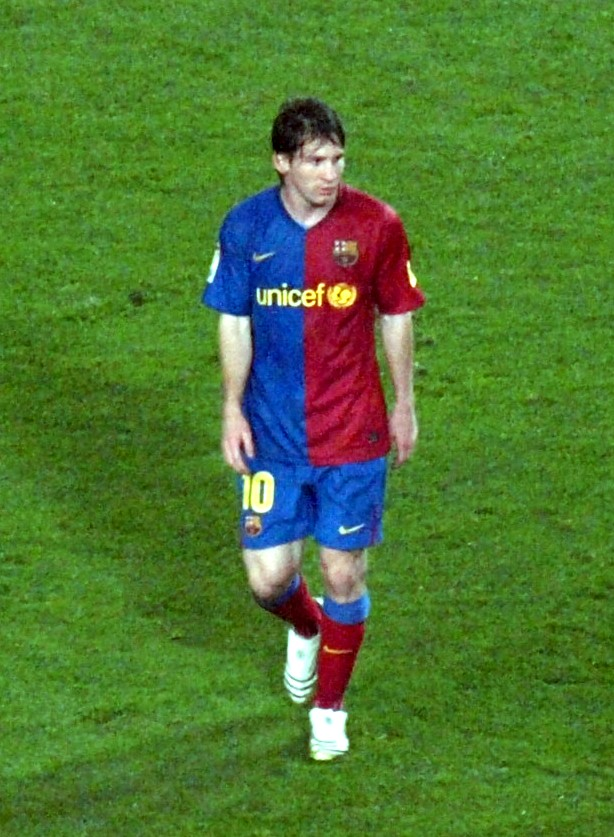
Lionel Messi, premiado por Marca, EFE, Don Balón y la LFP como uno de los mejores jugadores del campeonato.

| Pos. | Jugador        | Equipo             |
| ---- | -------------- | ------------------ |
| 1º   | Lionel Messi   | Barcelona          |
| 2º   | Andrés Iniesta | Barcelona          |
| 3º   | Xavi Hernández | Barcelona          |
| 4º   | Diego Forlán   | Atlético de Madrid |

### Trofeo EFE
El argentino Lionel Messi ganó por segunda vez en su carrera el premio al mejor jugador iberoamericano.
| Pos. | Jugador         | Equipo                 | Puntos | Partidos | Media |
| ---- | --------------- | ---------------------- | ------ | -------- | ----- |
| 1º   | Lionel Messi    | Barcelona              | 215    | 31       | 6,93  |
| 2º   | Diego Forlán    | Atlético de Madrid     | 222    | 33       | 6,72  |
| 3º   | Gonzalo Higuaín | Real Madrid            | 228    | 34       | 6,70  |
| 4º   | Dani Alves      | Barcelona              | 217    | 34       | 6,38  |
| 5º   | Andrés Guardado | Deportivo de La Coruña | 184    | 29       | 6,34  |

### Premio Don Balón
- Mejor equipo: F. C. Barcelona[13]
- Mejor jugador:  Andrés Iniesta (F. C. Barcelona)
- Mejor jugador español:  Andrés Iniesta (F. C. Barcelona)
- Mejor jugador extranjero:  Lionel Messi (F. C. Barcelona)
- Mejor pasador:  Xavi Hernández (F. C. Barcelona)
- Mejor veterano: Raúl González (Real Madrid)
- Jugador revelación: Gerard Piqué (F. C. Barcelona)
- Mejor entrenador: Josep Guardiola (F. C. Barcelona)
- Mejor árbitro: Miguel Ángel Pérez Lasa
- Mejor directivo: Fernando Roig (Villarreal CF)

### Trofeo Vicente Acebedo
Alberto Undiano Mallenco obtuvo la segunda edición del Trofeo Vicente Acebedo.
- Mejor árbitro: Alberto Undiano Mallenco
- Mejor árbitro asistente: Jesús Calvo Guadamuro

### Premios LFP
La Liga Nacional de Fútbol Profesional instituyó esta temporada los Premios LFP, los primeros galardones de carácter oficial en la historia de la competición. 
Un comité técnico, formado por Luis Aragonés, Xavier Azcargorta, Albert Ferrer, Julen Guerrero, Víctor Muñoz, Rafael Martín Vázquez y Ricardo Resta seleccionaron a tres futbolistas por demarcación: mejor portero, defensa, mediocentro, centrocampista y delantero, además de jugador revelación. Posteriormente, los entrenadores de la temporada 2008/09 eligieron a los ganadores entre estos finalistas. Por su parte, las categorías de Mejor jugador y Mejor entrenador se decidieron por votación entre los futbolistas en activo la temporada 2008/09, mientras que el premio al Juego Limpio fue votado por las aficiones a través de las Federaciones de Peñas.
| Categoría                | Ganador                                      | Finalistas                                                    |
| ------------------------ | -------------------------------------------- | ------------------------------------------------------------- |
| Mejor jugador            | Lionel Messi (Barcelona)                     | -                                                             |
| Mejor entrenador         | Josep Guardiola (Barcelona)                  | -                                                             |
| Mejor portero            | Iker Casillas (Real Madrid)                  | Diego López (Villarreal) y Víctor Valdés (Barcelona)          |
| Mejor defensa            | Dani Alves (Barcelona)                       | Gerard Piqué (Barcelona) y Raúl Albiol (Valencia)             |
| Mejor mediocentro        | Xavi Hernández (Barcelona)                   | Lass Diarra (Real Madrid) y Yaya Touré (Barcelona)            |
| Mejor centrocampista     | Andrés Iniesta (Barcelona)                   | Santi Cazorla (Villarreal) y Juan Mata (Valencia)             |
| Mejor delantero          | Lionel Messi (Barcelona)                     | Diego Forlán (Atlético de Madrid) y David Villa (Valencia)    |
| Jugador revelación       | Sergio Busquets (Barcelona)                  | Apoño (Málaga) y Lassad Nouioui (Deportivo de La Coruña)      |
| Premio BBVA Juego Limpio | Juan Carlos Valerón (Deportivo de La Coruña) | Joseba Etxeberría (Athletic Club) y Marcos Senna (Villarreal) |

### Premio Juego Limpio
El F. C. Barcelona recibió por segunda vez en su historia el premio otorgado por la Real Federación Española de Fútbol al fair play.
| Pos. | Club                   | Pts. |
| ---- | ---------------------- | ---- |
| 1º   | Barcelona              | 98   |
| 2º   | Deportivo de La Coruña | 102  |
| 3º   | Villarreal             | 110  |

## Récords y estadísticas
- Total goles marcados: 1.101 en 380 partidos (promedio: 2,89 goles por partido).
- Resultado más repetido: 1–1 (45 veces).
- Equipo con más penaltis a favor:  Getafe con 12.
- Equipo con más penaltis en contra: Atlético de Madrid, Valencia y Mallorca con 10.
- Más goles en un partido: 8 goles
  - Real Madrid 7–1 Sporting de Gijón (jornada 4)
  - Villarreal 4–4 Atlético de Madrid (jornada 8)
  - Deportivo de La Coruña 5–3 Racing de Santander (jornada 26)
  - Real Madrid 2–6 Barcelona (jornada 34)
- Mayor goleada local: 6 goles
  - Real Madrid 7-1 Sporting de Gijón (jornada 4)
  - Barcelona 6–0 Real Valladolid (jornada 10)
  - Barcelona 6–0 Málaga (jornada 28)
- Mayor goleada visitante: 5 goles
  - Sporting de Gijón 1–6 Barcelona (jornada 3)
- Jugador con más goles en un partido: 4
  - Samuel Eto'o en el Barcelona – Real Valladolid (jornada 10)
  - Gonzalo Higuaín en el Real Madrid – Málaga (jornada 10)
- Jugador con más asistencias de gol: Xavi Hernández (Barcelona), 20 asistencias.
- Jugador con más minutos de juego: Diego López (Villarreal), 3.603 minutos.
- Jugador con más tarjetas amarillas: Fernando Navarro (Sevilla), 16 amonestaciones.
- Jugador con más tarjetas rojas: Carlos Marchena (Valencia), 3 expulsiones.

## Jugadores

### Mercado de traspasos
La crisis económica sacudió este año a la liga española. Tras el récord de inversión de la temporada anterior, el gasto en fichajes durante la campaña 2008/09 se redujo casi un 50%, quedando en 310.000.000 euros. El club que realizó el mayor dispendio económico fue el F. C. Barcelona que, después de dos años sin títulos, llevó a cabo una importante remodelación de su plantilla, invirtiendo 88 millones en fichajes. Entre ellos, los 29,5 millones -más seis en variables- pagados al Sevilla FC por Dani Alves, que se convirtió en el tercer fichaje más caro de la historia barcelonista. Los azulgrana, además, traspasaron a Ronaldinho al AC Milan por 21 millones -más cuatro por objetivos-, aunque la mayor operación de la liga española la protagonizó el Real Madrid, que en el último día del mercado de verano vendió a Robinho al Manchester City por 42 millones.

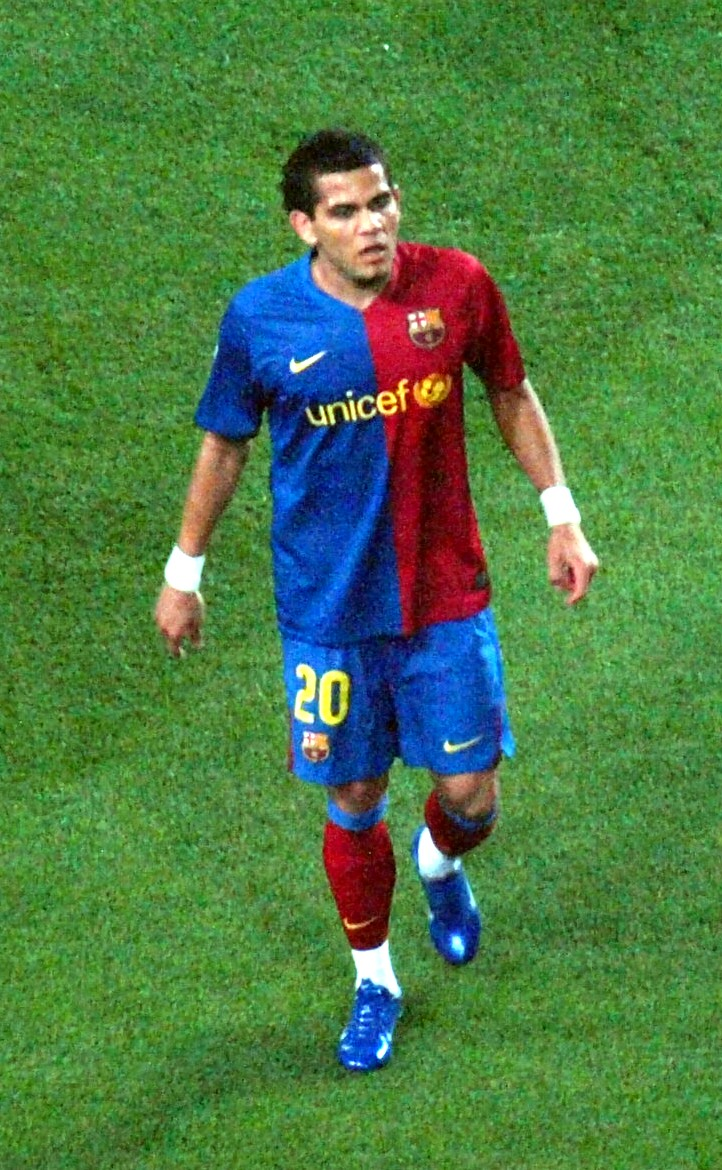
Alves se convirtió en el defensa más caro de la historia del fútbol.

En el mercado de invierno, se gastaron 54 millones de euros más, de los cuales prácticamente 40 salieron de las arcas del Real Madrid, repartidos, a partes iguales, en las contrataciones de Lass Diarra y Klaas Huntelaar.

#### Fichajes más caros de la Primera División 2008/09
| Rank. | Jugador              | Club de destino | Club de origen | Precio (euros) |
| ----- | -------------------- | --------------- | -------------- | -------------- |
| 1º    | Daniel Alves         | Barcelona       | Sevilla        | 29.500.000     |
| 2º    | Lassana Diarra       | Real Madrid     | Portsmouth     | 20.000.000     |
| 2º    | Klaas-Jan Huntelaar  | Real Madrid     | Ajax Ámsterdam | 20.000.000     |
| 4º    | Martín Cáceres       | Barcelona       | Villarreal     | 16.500.000     |
| 5º    | Aliaksandr Hleb      | Barcelona       | Arsenal        | 15.000.000     |
| 6º    | Seydou Keita         | Barcelona       | Sevilla        | 14.500.000     |
| 7º    | Rafael van der Vaart | Real Madrid     | Hamburgo SV    | 13.000.000     |

Los nombres en cursiva se refieren a los fichajes realizados durante el mercado de invierno.

## Entrenadores
| Equipo                 | Entrenador (jornadas)                                                                  |
| ---------------------- | -------------------------------------------------------------------------------------- |
| UD Almería             | Gonzalo Arconada (1-16) Hugo Sánchez (17-38)                                           |
| Athletic Club          | Joaquín Caparrós (1-38)                                                                |
| Atlético de Madrid     | Javier Aguirre (1-21) Abel Resino (22-38)                                              |
| F. C. Barcelona        | Josep Guardiola (1-38)                                                                 |
| Real Betis             | Paco Chaparro (1-29) Josep María Nogués (30-38)                                        |
| Deportivo de La Coruña | Miguel Ángel Lotina (1-38)                                                             |
| RCD Espanyol           | Bartolomé Márquez (1-13) José Manuel Esnal, 'Mané' (14-19) Mauricio Pochettino (20-38) |
| Getafe CF              | Víctor Muñoz (1-33) Míchel González (34-38)                                            |
| Málaga CF              | Antonio Tapia (1-38)                                                                   |
| RCD Mallorca           | Gregorio Manzano (1-38)                                                                |
| CD Numancia            | Sergio Kresic (1-23) Pacheta (23-38)                                                   |
| CA Osasuna             | José Ángel 'Cuco' Ziganda (1-6) José Antonio Camacho (7-38)                            |
| Racing de Santander    | Juan Ramón López Muñiz (1-38)                                                          |
| Real Madrid CF         | Bernd Schuster (1-14) Juande Ramos (15-38)                                             |
| Recreativo de Huelva   | Manolo Zambrano (1-6) Lucas Alcaraz (7-38)                                             |
| Sevilla FC             | Manolo Jiménez (1-38)                                                                  |
| Sporting de Gijón      | Manolo Preciado (1-38)                                                                 |
| Valencia CF            | Unai Emery (1-38)                                                                      |
| Real Valladolid CF     | José Luis Mendilibar (1-38)                                                            |
| Villarreal CF          | Manuel Pellegrini (1-38)                                                               |

## Árbitros

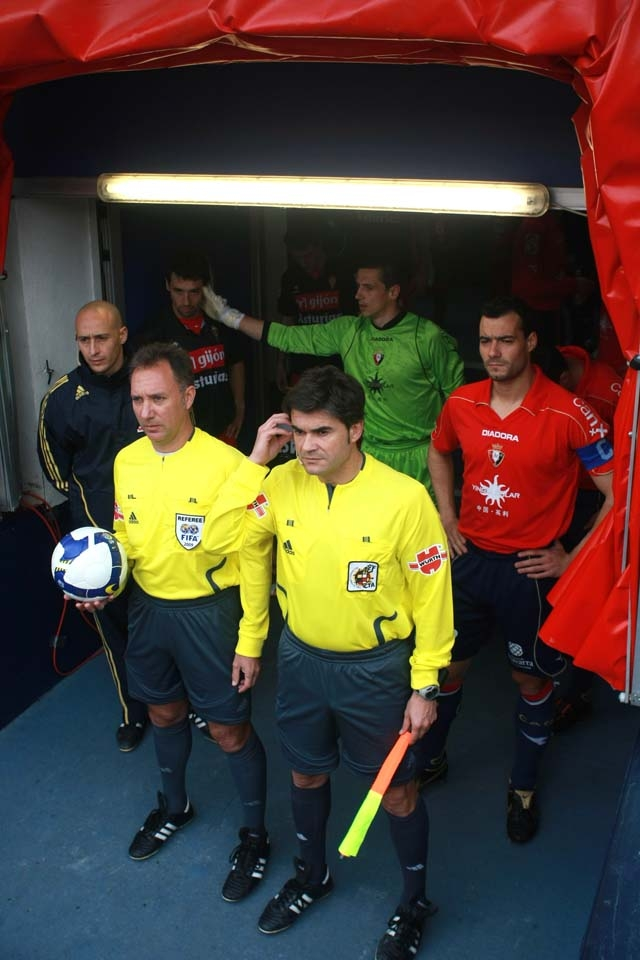
Luis Medina Cantalejo se retiró esta temporada, tras once años en Primera División.

Un total de 23 colegiados, uno menos que la temporada anterior, arbitraron los partidos de la Primera División de España 2008/09. Entre ellos, un debutante, Antonio Miguel Mateu Lahoz, que ascendió a la máxima categoría tras pasar por Segunda. Por su parte, causaron baja Lizondo Cortés y Ontanaya López, relegados a Segunda División por ser los dos árbitros con peor nota en la clasificación elaborada por el Comité Técnico de Árbitros de la Real Federación Española de Fútbol durante la temporada 2007/08.
Por segunda vez en su carrera, Alberto Undiano Mallenco finalizó como el colegiado mejor calificado por el Comité Técnico de Árbitros de la Federación Española, y obtuvo así la segunda edición del Trofeo Vicente Acebedo, entregado por el máximo organismo arbitral.
Por otra parte, esta fue la última temporada en Primera de tres colegiados: Arturo Daudén Ibáñez, retirado a mitad de temporada por problemas físicos, Julián Rodríguez Santiago, relegado por ser el último clasificado del ranking del Comité Técnico de Árbitros y Luis Medina Cantalejo, que causa baja por cumplir la edad máxima para seguir en activo.
| Árbitro                         | Colegio           | PA | 1  | X  | 2 | TA  | TR | TRD | Pen | Pts  |
| ------------------------------- | ----------------- | -- | -- | -- | - | --- | -- | --- | --- | ---- |
| Undiano Mallenco, Alberto       | Navarro           | 20 | 5  | 11 | 4 | 97  | 1  | 3   | 3   | 9,91 |
| Medina Cantalejo, Luis          | Andaluz           | 16 | 8  | 4  | 4 | 83  | 2  | 3   | 9   | 9,84 |
| Velasco Carballo, Carlos        | Madrileño         | 18 | 12 | 2  | 4 | 131 | 8  | 5   | 6   | 9,80 |
| Muñiz Fernández, César          | Asturiano         | 16 | 7  | 6  | 3 | 111 | 2  | 10  | 4   | 9,74 |
| Iturralde González, Eduardo     | Vasco             | 20 | 14 | 2  | 4 | 111 | 3  | 4   | 12  | 9,71 |
| Fernández Borbalan, David       | Cántabro          | 19 | 7  | 8  | 4 | 105 | 6  | 1   | 6   | 9,71 |
| Clos Gómez, Carlos              | Aragonés          | 18 | 8  | 6  | 4 | 97  | 8  | 9   | 6   | 9,70 |
| Teixeira Vitienes, Fernando     | Cántabro          | 20 | 6  | 9  | 5 | 100 | 1  | 7   | 4   | 9,68 |
| Rubinos Pérez, Antonio          | Madrileño         | 18 | 8  | 6  | 4 | 98  | 1  | 5   | 4   | 9,65 |
| Pérez Burrull, Alfonso          | Cántabro          | 16 | 6  | 3  | 7 | 77  | 2  | 3   | 7   | 9,63 |
| Mejuto González, Manuel Enrique | Asturiano         | 19 | 12 | 5  | 2 | 81  | 0  | 1   | 6   | 9,62 |
| Pérez Lasa, Miguel Ángel        | Vasco             | 21 | 13 | 6  | 2 | 136 | 5  | 1   | 3   | 9,60 |
| González Vázquez, Bernardino    | Gallego           | 16 | 9  | 4  | 3 | 126 | 9  | 5   | 5   | 9,60 |
| Mateu Lahoz, Antonio Miguel     | Valenciano        | 18 | 11 | 3  | 4 | 82  | 1  | 2   | 2   | 9,56 |
| Ramírez Domínguez, Rafael       | Andaluz           | 16 | 7  | 4  | 5 | 78  | 5  | 0   | 7   | 9,56 |
| Delgado Ferreiro, Carlos        | Vasco             | 18 | 5  | 8  | 5 | 99  | 4  | 4   | 6   | 9,51 |
| Turienzo Alvárez, Javier        | Castellano-Leonés | 12 | 6  | 5  | 1 | 70  | 3  | 2   | 6   | 9,49 |
| Megía Dávila, Carlos            | Madrileño         | 12 | 8  | 3  | 1 | 48  | 2  | 7   | 4   | 9,46 |
| Ayza Gámez, Miguel Ángel        | Valenciano        | 18 | 5  | 6  | 7 | 100 | 4  | 6   | 6   | 9,45 |
| Paradas Romero, José Luis       | Andaluz           | 10 | 4  | 2  | 4 | 52  | 2  | 1   | 5   | 9,45 |
| Álvarez Izquierdo, Alfonso      | Catalán           | 17 | 9  | 5  | 3 | 97  | 1  | 8   | 3   | 9,44 |
| Daudén Ibáñez, Arturo           | Aragonés          | 5  | 2  | 2  | 1 | 27  | 1  | 0   | 1   | 9,40 |
| Rodríguez Santiago, Julián      | Castellano-Leonés | 17 | 12 | 3  | 2 | 88  | 4  | 4   | 11  | 9,23 |

PA = Partidos arbirtados; 1 = Partidos con victorial local; X = Partidos con empate; 2 = Partidos con victoria visitante; TA = Tarjetas amarillas mostradas; TR = Tarjetas rojas mostradas; TRD = Tarjetas rojas directas mostradas; Pen = Penaltis señalados; Pts = Calificación media del Comité Técnico de Árbitros de la RFEF